# Muhammad I (zm. 1375)
Muhammad I (ur. ?, zm. 21 kwietnia 1375) – sułtan Dekanu w latach 1359–1375 r.
Ustanowił instytucję rady doradczej przy sułtanie składającej się z 8 ministrów. Rozpoczął bicie własnej monety.
W 1361 r. uzyskał potwierdzenie tytułu sułtana od kalifa Egiptu. Władzę po nim objął jego syn, Mudżahid Szach.

## Literatura
- Muhammad I, [w:] M. Hertmanowicz-Brzoza, K. Stepan, Słownik władców świata, Kraków 2005, s. 765.